# USS Wyman (DE-38)
USS Wyman (DE-38) là một tàu hộ tống khu trục lớp Evarts được Hải quân Hoa Kỳ chế tạo trong Chiến tranh Thế giới thứ hai. Nó là chiếc tàu quân sự đầu tiên của Hải quân Mỹ được đặt tên Wyman, nhưng là chiếc duy nhất được đặt theo tên Thiếu úy Hải quân Eldon P. Wyman (1917-1941), phục vụ trên thiết giáp hạm Oklahoma (BB-37) và đã tử trận khi Oklahoma bị đánh chìm ngày 7 tháng 12, 1941 trong vụ Tấn công Trân Châu Cảng. Nó đã phục vụ cho đến khi chiến tranh kết thúc, xuất biên chế vào ngày 21 tháng 12, 1945 và xóa đăng bạ vào ngày 8 tháng 1, 1946. Con tàu bị bán để tháo dỡ vào ngày 16 tháng 4, 1947. Wyman được tặng thưởng sáu Ngôi sao Chiến trận do thành tích phục vụ trong Thế Chiến II.

## Thiết kế và chế tạo
Những chiếc thuộc lớp tàu khu trục Evarts có chiều dài chung 289 ft 5 in (88,21 m), mạn tàu rộng 35 ft 1 in (10,69 m) và độ sâu mớn nước khi đầy tải là 8 ft 3 in (2,51 m). Chúng có trọng lượng choán nước tiêu chuẩn 1.140 tấn Anh (1.160 t); và lên đến 1.430 tấn Anh (1.450 t) khi đầy tải. Hệ thống động lực bao gồm bốn động cơ diesel General Motors Kiểu 16-278A nối với bốn máy phát điện để vận hành hai trục chân vịt; công suất 6.000 hp (4.500 kW) cho phép đạt được tốc độ tối đa 21 kn (24 mph; 39 km/h), và có dự trữ hành trình 4.150 nmi (4.780 mi; 7.690 km) khi di chuyển ở vận tốc đường trường 12 kn (14 mph; 22 km/h).
Vũ khí trang bị bao gồm ba pháo 3 in (76 mm)/50 cal trên tháp pháo nòng đơn có thể đối hạm hoặc phòng không, một khẩu đội 1,1 inch/75 caliber bốn nòng và chín pháo phòng không Oerlikon 20 mm. Vũ khí chống ngầm bao gồm một dàn súng cối chống tàu ngầm Hedgehog Mk. 10 (có 24 nòng và mang theo 144 quả đạn); hai đường ray Mk. 9 và tám máy phóng K3 Mk. 6 để thả mìn sâu.
Wyman được đặt lườn như là chiếc BDE-38 tại Xưởng hải quân Puget Sound ở Bremerton, Washington vào ngày 7 tháng 9, 1942. Nó được hạ thủy vào ngày 3 tháng 6, 1943, và được đỡ đầu bởi bà Joe L. Aprill. Tuy nhiên Hải quân Hoa Kỳ quyết định giữ lại con tàu, nên xếp lại lớp như là chiếc DE-38 vào ngày 16 tháng 6, 1943 và đặt lại tên thành Wyman vào ngày 23 tháng 6, 1943. Con tàu nhập biên chế vào ngày 1 tháng 9, 1943 dưới quyền chỉ huy của Hạm trưởng, Thiếu tá Hải quân Robert W. Copeland.

## Lịch sử hoạt động
Sau khi hoàn tất việc chạy thử máy và huấn luyện, Wyman khởi hành từ Puget Sound vào ngày 7 tháng 11, 1943 để hướng sang khu vực quần đảo Hawaii, đi đến Trân Châu Cảng vào ngày 14 tháng 11. Nó trình diện để phục vụ cùng Tư lệnh Tàu ngầm Hạm đội Thái Bình Dương, và làm nhiệm vụ huấn luyện tàu ngầm tại khu vực phụ cận Oahu từ ngày 1 tháng 12 cho đến mùa Xuân năm 1944.
Tách khỏi nhiệm vụ này vào ngày 22 tháng 6, 1944, Wyman lên đường hướng đến quần đảo Marshall, và bắt đầu hoạt động tuần tra chống tàu ngầm trên các tuyến vận tải đi lại giữa Eniwetok và Saipan. Gia nhập Đội đặc nhiệm 12.2, vốn được hình thành chung quanh chiếc tàu sân bay hộ tống Hoggatt Bay (CVE-75), nó rời Eniwetok vào ngày 5 tháng 7 để đi đến khu vực hoạt động chống ngầm. Trên đường đi, nó rời đội hình để điều tra một tín hiệu sonar được tàu hộ tống khu trục Lake (DE-301) dò được và đang tấn công bằng mìn sâu. Wyman đã tấn công bằng một loạt đạn súng cối chống ngầm Hedgehog nhưng không thu được kết quả rõ ràng.
Đi đến khu vực tuần tra vào ngày 9 tháng 7, Wyman được tiếp nhiên liệu từ tàu chở dầu Guadalupe (AO-32) hai ngày sau đó và ở lại khu vực này cho đến ngày 18 tháng 7. Nó đi đến điều tra một tín hiệu radar thu được lúc 00 giờ 24 phút ngày 19 tháng 7, thu ngắn khoảng cách với mục tiêu cho đến khi tín hiệu radar bị mất lúc 00 giờ 45 phút, nhưng lại bắt được tín hiệu phản hồi sonar rõ ràng. Nó tấn công mục tiêu bằng một loạt đạn súng cối Hedgehog lúc 00 giờ 51 phút nhưng không mang lại kết quả; con tàu nạp lại đạn cối và tiếp cận mục tiêu để tấn công lần nữa; vào lúc này tàu hộ tống khu trục chị em Reynolds (DE-42) cũng có mặt để hỗ trợ.
Lúc 01 giờ 25 phút, Wyman khai hỏa loạt đạn súng cối Hedgehog thứ hai với tổng cộng 24 quả đạn nhắm vào mục tiêu; một loạt các vụ nổ dưới nước liên tiếp xảy ra làm rung lắc con tàu, khi các quả đạn cối phá hủy chiếc tàu ngầm đối phương. Chiếc tàu hộ tống khu trục lượn vòng qua mạn phải để tiếp tục dò mục tiêu, nhưng chỉ bắt được những tiếng dội "nấm" chứng tỏ mục tiêu đã bị tiêu diệt, và trên mặt biển trồi lên nhiều mảnh vỡ và một mảng dầu loang lớn. Nó thả xuồng săn cá voi xuống biển để thu thập các mảnh vỡ và lấy mẫu dầu loang nhằm điều tra tung tích đối thủ, các thủy thủ vớt được hai thùng dầu 5-gallon, một thùng xăng nhỏ và một mẫu gỗ teak. Đang khi tiếp tục thu thập mảnh vỡ, chiếc xuồng bất ngờ bị hai máy bay xuất phát từ Hoggatt Bay tấn công, nhầm lẫn chiếc xuồng là một tàu ngầm đối phương, khiến một số thủy thủ bị thương; Wyman buộc phải phá vỡ quy định im lặng vô tuyến để báo cho chiếc tàu sân bay hộ tống về sự cố này. Không có ai tử vong, và những người bị thương sau đó được chuyển sang Hoggatt Bay để điều trị.
Sau khi xác định đã tiêu diệt được chiếc tàu ngầm đối phương, Wyman gia nhập trở lại Đội đặc nhiệm 12.2 và đi đến Eniwetok vào ngày 22 tháng 7.Việc hồi cứu những tài liệu của Hải quân Đế quốc Nhật Bản sau khi chiến tranh kết thúc cho thấy nạn nhân của nó là chiếc RO-48.
Chỉ được nghỉ ngơi một thời gian ngắn, Wyman lại lên đường tuần tra vào ngày 26 tháng 7. Hai ngày sau lúc 17 giờ 33 phút, trinh sát viên trên Hoggatt Bay và Wyman cùng lúc phát hiện tàu ngầm Nhật I-55 đang di chuyển trên mặt biển. Sau khi đối thủ lặn xuống nước, Wyman và Reynolds truy đuổi theo mục tiêu. Wyman dò được tín hiệu sonar của chiếc tàu ngầm lúc 18 giờ 05 phút, và tám phút sau đó đã tấn công mục tiêu bằng một loạt đạn súng cối Hedgehog. Một loạt tiếng nổ lớn dưới nước xảy ra khi các quả đạn cối trúng đích và phá hủy I-55, và khi chiếc tàu khu trục nới rộng khoảng các với mục tiêu lúc 18 giờ 19 phút, nó còn nghe thấy những tiếng nổ phụ. Reynolds tiếp tục bắn bồi thêm một loạt đạn cối Hedgehog khác, nhưng mục tiêu rõ ràng đã bị tiêu diệt, khi nhiều mảnh vỡ và một lượng dầu loang lớn trồi lên mặt biển tại vị trí chiếc tàu ngầm đối phương.
Khi Đội đặc nhiệm 12.2 được giải tán vào ngày 9 tháng 8, Wyman gia nhập Đội đặc nhiệm 57.3 để hoạt động hộ tống tại vùng biển giữa Marshall và Mariana. Vào ngày 31 tháng 8, nó hộ tống các tàu chở dầu thuộc Đơn vị Đặc nhiệm 30.8.10 đi gặp gỡ Đội đặc nhiệm 38.4, rồi quay trở lại để gặp Đội đặc nhiệm 38.2 và Lực lượng Đặc nhiệm 34. Hoàn thành nhiệm vụ vào ngày 20 tháng 10, ngày mở màn của cuộc đổ bộ lên vịnh Leyte, Philippines, nó tiếp nối nhiệm vụ hộ tống vận tải giữa Marshall và Mariana đồng thời tham gia các hoạt động tìm-diệt tàu ngầm sang tận đầu năm 1945, lúc diễn ra cuộc đổ bộ lên Iwo Jima.
Rời Ulithi vào ngày 13 tháng 3, Wyman đi đến điểm hẹn tiếp nhiên liệu cho Đội đặc nhiệm 50.8, nơi nó phục vụ hộ tống cho đội hỗ trợ hậu cần tham gia cuộc đổ bộ lên Okinawa. Trong lượt hoạt động này kéo dài cho đến hết mùa Xuân năm 1945, nó đã phá hủy ba quả thủy lôi Nhật Bản trôi nổi bằng hải pháo. Con tàu tiếp tục phục vụ hộ tống vận tải cùng Đệ Ngũ hạm đội cho đến ngày 10 tháng 6, khi nó lên đường quay trở về Hoa Kỳ ngang qua Guam, Eniwetok và Trân Châu Cảng, về đến San Francisco California, vào ngày 15 tháng 7.
Wyman vẫn đang được đại tu trong xường tàu vào ngày 15 tháng 8, khi Nhật Bản đã chấp nhận đầu hàng giúp kết thúc cuộc xung đột; hai ngày sau mọi công việc trong xưởng tàu được đình chỉ. Được xem là dư thừa đối với nhu cầu của Hải quân sau chiến tranh, nó được cho xuất biên chế vào ngày 17 tháng 12, 1945; và tên nó được cho rút khỏi danh sách Đăng bạ Hải quân vào ngày 8 tháng 1, 1946. Nó bị bán cho hãng National Metal and Steel Company tại Terminal Island, California vào ngày 16 tháng 4, 1947 để tháo dỡ.

## Phần thưởng[2]
|  |                           |  |
|  | Silver star · Bronze star |  |

| Dãi băng Hoạt động Tác chiến (truy tặng) |                                                                         |                                                                         |                                      |
| Huân chương Chiến dịch Hoa Kỳ            | Huân chương Chiến dịch Châu Á-Thái Bình Dương với 6 Ngôi sao Chiến trận | Huân chương Chiến dịch Châu Á-Thái Bình Dương với 6 Ngôi sao Chiến trận | Huân chương Chiến thắng Thế Chiến II |